# Е-8 (истребитель)
Е-8 — советский экспериментальный истребитель-перехватчик. Е-8 должен был стать многоцелевым массовым фронтовым истребителем-перехватчиком, поэтому в нём использовались уже отработанные на МиГ-21 агрегаты, что должно было упростить серийный выпуск будущего МиГ-23. Е-8 предназначался для поражения целей в передней и задней полусферах днём и ночью в простых и сложных метеорологических условиях.

## История
Первый экземпляр самолёта был закончен в январе 1962 года. Приказом министра авиационной промышленности на первый опытный экземпляр назначили экипаж: ведущий лётчик Г. Мосолов, дублёр А. Федотов. Первый полёт был выполнен 5 марта 1962 года. Пробные полёты показали, что двигатель Р-21Ф-300 ещё не готов полностью к лётным испытаниям. В нескольких десятках полётов произошло одиннадцать остановок двигателя, которым почти всегда предшествовал помпаж компрессора — явление для лётчика и самолёта неприятное и опасное, так как при этом начинались сильные боковые колебания самолёта. Конструкторы ОКБ в процессе лётных испытаний пытались улучшить слишком малые запасы газодинамической устойчивости компрессора, однако им не удалось добиться надёжной работы. Компрессор так и остался очень чувствительным к изменению режимов на больших скоростях.
Ко времени завершения заводских испытаний Е-8 налетал 16 часов 22 минуты. Но 11 сентября 1962 года при полёте на разгон на высоте 15 км и скорости 2000 км/ч произошло разрушение диска шестой ступени компрессора двигателя. Часть диска, как фреза, мгновенно пропилила корпус двигателя и обшивку фюзеляжа с последующим разрушением обеих гидросистем и топливного бака, вызвав потерю управления и пожар. Ударив по правой консоли крыла в зоне элерона, она вызвала его разрушение. Это, в свою очередь, привело к винтовому (в бочке) падению. В спиральном снижении самолёт стал практически неуправляемым. Катапультировавшись на сверхзвуковой скорости из кабины быстро вращающегося самолёта, лётчик-испытатель Г. Мосолов получил тяжёлые травмы.
К тому времени был построен и совершил 13 полётов под управлением лётчика-испытателя А. Федотова второй экземпляр Е-8, но после аварии 11 сентября, несмотря на хорошие лётно-тактические характеристики обоих самолётов, полёты были прекращены.
Самолёт можно было довести до необходимого уровня надёжности, но к тому времени в ОКБ уже полным ходом шли работы по проектированию совершенно нового истребителя МиГ-23 с изменяемой стреловидностью крыла.
Самолёт Е-8 фактически уже в начале 1960-х годов мог стать истребителем манёвренного воздушного боя, аналогично современным МиГ-29 и F-16.

## Техническое описание самолёта Е-8
В конструкции самолёта крыло, шасси и хвостовое оперение не отличались от таких же элементов на МиГ-21ПФ. Передняя стойка шасси была несколько изменена. Под хвостовой частью фюзеляжа размещался большой гребень (фальшкиль). При выпущенном шасси гребень поворачивался на 90°, а после взлёта он раскрывался, увеличивая путевую устойчивость. Через несколько лет именно эта конструкция была применена на самолёте МиГ-23. Новинкой было то, что все топливные ёмкости в фюзеляже были уже не резиновыми (вкладными) баками, а представляли собой интегральные баки (баки-отсеки), получившие распространение на всех без исключения последующих МиГах. Планировалась установка новейшего комплекса перехвата С-23.
Ко времени постройки первого экземпляра радиолокатора ещё не было, поэтому вместо него были установлены весовые эквиваленты.
На Е-8 был установлен новый опытный двигатель Р21Ф-300 с повышенной тягой. По габаритным размерам и по весу он был несколько больше своего серийного предшественника Р11Ф2С-300, стоявшего на самолётах МиГ-21ПФ. Тяга его на форсаже возросла с 5740 до 7200 кгс. Степень форсирования нового двигателя была достаточно высока и составляла 55%. Р21Ф-300 проектировался и строился в моторостроительном ОКБ, возглавлявшемся в то время главным конструктором Н. Мецхваришвили. Многие авиаконструкторы возлагали на этот двухроторный двигатель большие надежды, которые в дальнейшем не оправдались.

## Лётно-технические характеристики
Приведены данные модификации Е-8/1.
Источник данных: Gunston B., Gordon Y., 1998.

Технические характеристики
- Экипаж: 1 пилот
- Длина: 16,24 м
  - без ПВД: 14,9 м
- Размах крыла: 7,154 м
- Высота:
- Площадь крыла: 23 м²
- База шасси: 3,35 м
- Масса пустого: 5105 кг
- Максимальная взлётная масса: 8200 кг
- Масса топлива во внутренних баках: 2655 кг
- Объём топливных баков: 3200 л
- Силовая установка: 1 × ТРДФ Р-21
  - Бесфорсажная тяга: 1 × 4700 кгс (46,1 кН)
  - Форсажная тяга: 1 × 7200 кгс (70,6 кН)

Лётные характеристики
- Максимальная скорость: 2230 км/ч (М=2,1) на высоте
- Практический потолок: 20 300 м
- Время набора высоты: 18000 м за 5,9 мин
- Нагрузка на крыло: 356,5 кг/м²
- Тяговооружённость: 0,57 / 0,88 (без форсажа / на форсаже)
- Длина разбега: 835 м
- Длина пробега: 850 м

Вооружение
- Точки подвески: 2
- Управляемые ракеты: 2 × К-13